# Рунстрём, Аксель
Аксель Вильгельм Рунстрём (швед. Axel Wilhelm Runström; 15 октября 1883, Стокгольм — 10 августа 1943) — шведский ватерполист и прыгун в воду, бронзовый призёр летних Олимпийских игр 1908.
На Играх 1908 в Лондоне Рунстрём входил в состав шведской сборной по водному поло. Проиграв в полуфинале, он в итоге занял третье место и получил бронзовые медали. В прыжке с 10-метровой платформы он вышел уже из первого раунда.
На следующих Играх 1912 в Стокгольме Рунстрём стал шестым в простом прыжке и дошёл до первого раунда в прыжке с платформы.